# Lac au Saumon (Matapédia)
Le lac au Saumon est un plan d'eau douce situé dans la municipalité éponyme dans la municipalité régionale de comté de La Matapédia dans le Bas-Saint-Laurent au Québec.